# ماندالا (بریکینگ بد)
«ماندالا» یازدهمین قسمت از فصل دوم سریال تلویزیونی آمریکایی بریکینگ بد است. این فیلم توسط جورج ماستراس نوشته شده و آدام برنشتاین آن را کارگردانی کرده است. در این قسمت گاس فرینگ و ویکتور با بازی جانکارلو اسپوزیتو و جرمیا بیتسویی معرفی می‌شوند. 

## داستان
کومبو اورتگا در گوشه‌ای مشغول فروش مواد مخدر است که متوجه می‌شود دو فروشنده رقیب به او خیره شده‌اند. سپس توسط پسر جوانی که برای آنها کار می‌کرد کشته می شود. اسکینی پیت ، که از مرگ کمبو و اعتراض اخیر بجر به قانون ترسیده است، تصمیم می‌گیرد که تجارت مواد مخدر را ترک کند. والتر وایت و جسی پینکمن با سال گودمن ملاقات می‌کنند تا در مورد حرکت بعدی خود صحبت کنند. او به آنها می‌گوید که آنها توزیع کننده‌های بی‌کفایتی هستند و به تاجری نیاز دارند که نسبت به توکو سالامانکا محدودتر باشد و محصول آنها را به صورت عمده خریداری کند. او پیشنهاد می‌کند که با تنها توزیع‌کننده‌ای که نامش را شنیده است، تماس بگیرد، اما این کار دشوار خواهد بود، زیرا آن مرد بسیار محتاط است. جسی از اینکه کومبو را به قتل رسیده است ناراحت است و همان شب به جین مارگولیس می‌گوید که آپارتمانش را ترک کند تا وقتی که مت‌آمفتامین می‌کشد به بهبودی او آسیبی نرساند. جین با اکراه تصمیم می‌گیرد با او بماند.
روز بعد، والت در یک رستوران مرغ محلی به نام لوس پویوس هرمانوس منتظر می‌ماند، جایی که توزیع‌کننده ترتیب ملاقات با آنها را داده است. جسی دیر و با حالت نشئگی وارد می‌شود و بعد از آن به سرعت می‌رود. هیچکس با والت صحبت نمی‌کند، اما او بعداً متوجه می‌شود که توزیع‌کننده او را دیده و از همکاری با او امتناع کرده است. در همین حال، جین دوباره معتاد به مواد مخدر می‌شود و جسی را با هروئین آشنا می‌کند. روز بعد، والت به همان رستوران برمی‌گردد و تا بسته‌شدن منتظر می‌ماند. او در نهایت متوجه می‌شود که مردی که مدیر رستوران است، توزیع‌کننده است. اگرچه توزیع کننده اظهار می‌کند که تمایلی به همکاری با یک معتاد به مواد مخدر ندارد، والت به او اطمینان می‌دهد که می‌توان به جسی اعتماد کرد و محصول آنها بهترین است. توزیع‌کننده به والت می‌گوید که اگر تصمیم به همکاری با این دو نفر داشته باشد، در تماس خواهد بود و به والت هشدار می‌دهد که هرگز به یک معتاد به مواد مخدر اعتماد نکند.
اسکایلر وایت به شرکت کمک می‌کند تا تولد رئیسش تد بنکه را جشن بگیرد، جایی که او یک نسخه داغ از «تولدت مبارک، آقای رئیس» را برای او می‌خواند. او بعداً در حین بررسی حساب‌ها متوجه می‌شود که اشتباهات زیادی در پرداخت‌ها به شرکت وجود دارد. تد اعتراف می‌کند که با گزارش کم درآمد از مالیات میلیون‌ها دلار فرار کرده است تا شرکت را سرپا نگه دارد و از کارمندانش حمایت کند. اسکایلر می‌گوید که او را تحویل نمی‌دهد، اما نمی‌تواند بخشی از کارهای غیرقانونی او باشد. با این حال، او بعداً به سر کار باز می‌گردد.
والت پیامی دریافت می‌کند که به او می‌گوید به رستوران بیاید، در آنجا متوجه می‌شود که توزیع‌کننده مدیر رستوران نیست، بلکه صاحب رستوران‌های زنجیره‌ای لوس پولوس هرمانوس، گاس فرینگ است. مدیر واقعی، که به نظر می‌رسد از فعالیت های مجرمانه گاس غافل است، به والت می‌گوید که گاس در حال حاضر در فروشگاه نیست. درست در زمانی که والت می‌خواهد ترک کند، یکی از همکاران گاس به نام ویکتور مانع خروج او می‌شود و به او می‌گوید در ازای دریافت ۱٫۲ میلیون دلار پول نقد، ظرف یک ساعت آینده مت را به ایستگاه کامیون تحویل دهد. والت با عجله به آپارتمان جسی می‌رود و در حالی که جسی و جین در نشئگی ناشی از هروئین هستند وارد خانه می‌شود. در همان زمان، اسکایلر شروع به زایمان می‌کند و سعی می‌کند با والت تماس بگیرد. والت در مورد انتخاب خود شکنجه می‌شود اما تصمیم می‌گیرد به هر حال معامله را انجام دهد.

## پذیرش انتقادی
ست آمیتین، از آی‌جی‌ان ، امتیاز ۸٫۶/۱۰ را به این قسمت داد، و اظهار داشت که اپیزود "درباره عبور از خطوط ..." بود و این که "آغاز تنظیم برای پایان دو هفته دیگر است".  دونا بومن از ای.وی. کلاب به اپیزود یک B داد و نوشت که "حتمی است که در مقطعی یک قسمت صرفاً خوب داشته باشیم" و مانند آمیتین فکر کرد که این اپیزود "به نظر می رسد که بیشتر مربوط به انتقال قطعات به آن باشد." مکانی برای فینال". 
در سال ۲۰۱۹، رینگر «ماندالا» را در رتبه ۴۶ از ۶۲ قسمت کل بریکینگ بد قرار داد. 